# Doignies
Doignies és un municipi francès, situat a la regió dels Alts de França, al departament del Nord. L'any 2006 tenia 254 habitants.

## Demografia
| 1962                                       | 1968 | 1975 | 1982 | 1990 | 1999 | 2006 |
| ------------------------------------------ | ---- | ---- | ---- | ---- | ---- | ---- |
| 282                                        | 292  | 276  | 263  | 225  | 226  | 254  |
| Des de 1962: població sense dobles comptes |      |      |      |      |      |      |

## Administració
| Període   | Identitat      | Partit |
| --------- | -------------- | ------ |
| 2001-2008 | René Vitez     |        |
| 2008-     | Pascal Monpach |        |